# The Wholly Family
Pour plus de détails, voir Fiche technique et Distribution.
The Wholly Family est un court métrage italien réalisé par Terry Gilliam et sorti en 2011.
Cette comédie de fantasy mettant en scène Polichinelle est financé par le fabricant de pâtes alimentaires Garofalo et tourné dans la région de Naples.

## Synopsis
Jake, un garçon de dix ans, est en vacances à Naples avec ses parents qui se chamaillent. Jake leur demande de lui acheter une figurine de Polichinelle sur un étalage de rue, mais ils refusent. Le père de Jake lui raconte alors une légende napolitaine : acheter une figurine pour soi porte malheur - on ne peut avoir de chance qu'en la volant. Pendant que ses parents continuent de se disputer pour des choses insignifiantes, Jake se faufile et tente de voler la figurine. Le vendeur le prend sur le fait et le mène vers une série de cloches en verre contenant des modèles de la Sainte Famille idéalisée. Avant que Jake ne puisse faire un achat, sa mère arrive, furieuse de la disparition de son fils. Après une nouvelle dispute avec le père de Jake, la famille rentre à l'hôtel. Le vendeur, s'apercevant que Jake a volé l'une des figurines, sourit.
Les parents de Jake l'envoient au lit sans dîner pour le punir d'avoir fait une escapade. Pendant qu'ils se disputent à côté, Jake sort de son sac la figurine de Polichinelle et la place sur sa table de chevet. Plus tard, Jake, affamé, se couche et remarque que la figurine ne lui a pas porté chance. Soudain, la figurine de Polichinelle prend vie et se cache derrière la lampe de Jake. Un Polichinelle de taille normale apparaît sur le lit de Jake et lui offre un plat de spaghettis. Jake recule et tombe sur un Polichinelle cette fois beaucoup plus gros, qui pousse Jake la tête la première dans son propre estomac et s'assoit sur le lit pour déguster des spaghettis.
Jake se retrouve à errer dans une caverne sombre aux murs élevés. Lorsqu'il découvre une table de dîner, toute une troupe de Polichinelles arrive. Ils lui offrent plusieurs repas, mais les retirent dès qu'il tente d'en prendre une bouchée, lui disant de garder son appétit pour le plat principal. Les Polichinelles servent alors à Jake les têtes de ses parents sur des plateaux. Jake est dégoûté et refuse de manger. Les Polichinelles demandent à Jake si ce n'est pas ce qu'il voulait et se demandent à haute voix s'ils l'ont mal compris. Décidés à donner à Jake une leçon d'histoire, les Polichinelles s'emparent de lui et l'emmènent à travers une porte embrumée et sur un pont enjambant un étang. Les Polichinelles forcent Jake à regarder à travers la porte vitrée d'un bâtiment, où il voit ses parents danser joyeusement dans leur tenue de mariage. Jake les appelle, mais ils ne l'entendent pas. Les Polichinelles commencent à danser en cercle serré, écrasant Jake, qui se retrouve soudain allongé dans un lit. Jake découvre qu'il se trouve dans une maternité surréaliste, tenue par des Polichinelles, où les femmes pondent des œufs gigantesques qui éclosent et donnent naissance à des bébés. Au bout de la salle, Jake trouve ses propres parents en train de jouer avec un nouveau-né habillé en Polichinelle. Jake tente à nouveau de les appeler, mais un Polichinelle l'en empêche. Les parents de Jake commencent à se disputer sur la manière de s'occuper du bébé. La mère de Jake enlève le masque du bébé, révélant le visage de Jake. Alors que la dispute s'intensifie, elle jette le bébé par terre et commence à pleurer, se tournant vers son mari pour le réconforter. Le Polichinelle apporte la poupée Jake à un réparateur de poupées qui, malgré leurs supplications, refuse de la réparer. C'est avec regret que Polichinelle jette la poupée cassée dans un feu.
Alors que Jake promet désespérément d'être sage à partir de maintenant, il se réveille dans son lit à l'hôtel et conclut que ses aventures n'étaient qu'un rêve. Trouvant ses parents dormant paisiblement dans la chambre voisine, Jake commande le petit-déjeuner et le leur sert au lit. Après s'être déguisé en Polichinelle, Jake essaie (et échoue) de faire tenir un œuf en équilibre sur son nez pour les amuser. Alors que la famille rit ensemble, il est révélé qu'il s'agit de mannequins à l'intérieur d'un bocal sur l'étalage de rue vu plus tôt. Le vendeur, décrivant le bocal et son contenu comme un chef-d'œuvre, demande à un autre jeune garçon et à ses parents combien ils seraient prêts à payer pour l'acquérir.

## Fiche technique
- Titre original : The Wholly Family[4]
- Réalisateur : Terry Gilliam
- Scénario : Terry Gilliam
- Photographie : Nicola Pecorini
- Montage : Mick Audsley
- Musique : Daniele Sepe (it)
- Effets spéciaux : Alice's
- Costumes : Gabriella Pescucci, Massimo Cantini Parrini (it)
- Production : Gabriele Oricchio, Amy Gilliam
- Société de production : Garofalo
- Pays de production :  Italie
- Langues originales : anglais, italien
- Format : couleurs - son Dolby Digital
- Durée : 20 minutes
- Genre : comédie de fantasy
- Dates de sortie :
  - Royaume-Uni : mars 2011 (Festival du film de Bradford) ; 23 janvier 2012
  - Italie : 25 mai 2011 (vidéo à la demande)

## Distribution
- Nicolas Connolly : Jake
- Cristiana Capotondi : Mère
- Douglas Dean : Père
- Sergio Solli : Vendeur de statuettes
- Renato De Maria : Petit Polichinelle
- Massimo De Luca (it) : Gros Polichinelle
- Nico Cirasola : Réparateur de poupées
- Tiziana Grassi : Poupée vivante
- Nunzio Rotta : Petit Barbone
- Mario Salemme : Grand Barbone

## Production
Ce court métrage n'est que l'un d'une séries puisque Garofalo produit un court métrage chaque année. Le réalisateur/scénariste Gilliam a bénéficié d'une totale liberté d'action et d'écriture, et il ne lui a pas été demandé d'inclure des scènes promotionnelles dans le film. Les seules conditions imposées étaient que le décor soit Naples et que personne ne se fasse tuer dans le film. Avec ce film, Gilliam a voulu rendre hommage à Naples, une ville dont il se dit amoureux. Lors de sa première visite, il avait été très impressionné par les crèches (qui sont d'ailleurs un élément central du film) et par le fait que la ville vivait « selon des règles qui lui sont propres ».
« I did exactly what I wanted to do. [...] Making a short is a lot easier than doing feature-length movies, where most of your time is spent raising the money. This took no time to raise the money. All the time was spent making the movie. »
— Terry Gilliam

« J'ai fait exactement ce que je voulais faire [...] Faire un court métrage est beaucoup plus facile que de faire un long métrage, où l'on passe le plus clair de son temps à trouver de l'argent. Cette fois-ci, trouver de l'argent n'a pas été chronophage. Tout mon temps a été consacré à la réalisation du film »

## Exploitation
La première projection du film a eu lieu en mars 2011, au Festival du film de Bradford, dans le cadre d'une rétrospective sur la vie de Gilliam, avec ses deux autres courts métrages Storytime et Miracle of Flight. Un autre festival du film a refusé The Wholly Family, estimant qu'il s'agissait d'un film publicitaire - une décision que Gilliam a jugée « démente ». Le film a ensuite été distribué en ligne directement via Distrify, puis sur YouTube.